# José Mariano Hernández Martínez
José Mariano Hernández Martínez (Suchitoto, partido de San Salvador, Intendencia de San Salvador, Capitanía general de Guatemala 28 de julio de 1786 - Suchitoto, departamento de Cuscatlán, El Salvador 21 de octubre de 1864) fue un político y militar salvadoreño que se desempeñó como presidente interino de El Salvador del 26 de septiembre al 19 de noviembre de 1854, vicepresidente de 1854 a 1856 (durante la presidencia de José María San Martín), y presidente de la Asamblea Legislativa en el año de 1856.

## Biografía
José Mariano Hernández Martínez nació el 28 de julio de 1786 en Suchitoto, que entonces era parte del partido de San Salvador en la Intendencia de San Salvador; siendo hijo de Andrés Antonio Hernández y Juana María Martínez. En su adultez, contraería matrimonio con Vicenta González.
Se dedicaría a la carrera de las armas, con lo que alcanzaría el rango de General de Brigada. Entre 1822 y 1823 formó parte de las tropas de la provincia de San Salvador que lucharon contra la anexión al primer Imperio Mexicano.
En tiempos en que el Estado de El Salvador formaba parte de la República Federal de Centroamérica, fue miembro del Consejo Representativo del Estado, y comandante militar del departamento de San Miguel (que en ese momento abarcaba toda la zona oriental).
Entre 1852 y 1854 ejerció como diputado de la Asamblea Legislativa de El Salvador. El 14 de febrero de 1854 fue electo como vicepresidente para el período de 1854 a 1856 (por la Constitución de 1841 los períodos presidenciales duraban 2 años), siendo presidente electo José María San Martín.
El 26 de septiembre de 1854 el presidente San Martín le depositó interinamente la presidencia. Durante su mandato, en octubre de ese año, protestó ante la pretensión del presidente hondureño General Trinidad Cabañas de vender algunas islas del golfo de Fonseca (El Tigre de Honduras; y Meanguera, Martín Pérez y otras de El Salvador) a compradores ingleses; también se sofocó una rebelión de revolucionarios guatemaltecos que, junto con varios salvadoreños, habían atacado la comandancia militar de Ahuachapán el 2 de octubre; y se comenzó la delineación de las calles, y se dictó un acuerdo sobre la construcción en los llanos de Santa Tecla para la fundación de una nueva capital denominada Nueva San Salvador (hoy Santa Tecla) debido a que la ciudad de San Salvador fue destruida por un terremoto el 16 de abril de ese mismo año. El 19 de noviembre de ese año le devolvería la presidencia a San Martín, regresando a su función como vicepresidente.
Renunció a la vicepresidencia el 13 de noviembre de 1855. En 1856, fue electo como senador del congreso salvadoreño, que en ese momento (al igual que los otros poderes del Estado) tenía su sede en Cojutepeque, y sirvió como su presidente durante ese año, teniendo esa legislatura únicamente sesiones ordinarias del 21 de enero de 1856  al 14 de abril de 1856.
En 1857, durante la rebelión de los 8 días encabezada por el General Gerardo Barrios, se mantuvo leal al gobierno del presidente Rafael Campo, por lo que fue nombrado como comandante de las fuerzas leales al régimen.
Regresó a la Asamblea Legislativa como diputado por Metapán en 1857, después sería senador por el departamento de Cuscatlán, comandante militar del departamento de Chalatenango y luego del de Cuscatlán, y senador por Cuscatlán en 1859. Estando como senador, el 24 de enero de 1859, fue uno de los que votó en contra a la acusación contra el presidente Miguel Santín del Castillo (que el 13 de enero había llegado a un acuerdo con el comandante de las armas General Gerardo Barrios, con el que estaba enfrentado, para apartarse ambos del poder, dejando la presidencia en el vicepresidente Joaquín Eufrasio Guzmán), con la que Castillo fue depuesto definitivamente de la presidencia.
En el año de 1859 fue víctima de un atentado del que salió ileso, y aceptó el nombramiento hecho por el presidente General Gerardo Barrios para que dirigiese un contingente para sofocar los movimientos revolucionarios cercanos a la frontera con Honduras. El 24 de abril de 1859, Hernández fue víctima de un segundo atentado en su casa del que salió gravemente herido; dicho atentado fue realizado por Tiburcio Santa Cruz, quién después fue ejecutado por un pelotón de fusilamiento el 9 de mayo de 1859.
En 1862, el gobierno de Barrios lo designó como comisionado para firmar el Tratado de Santa Rosa con el gobierno de Honduras, con el que se fundó una alianza ofensiva y defensiva entre los dos países. Dicho tratado sería firmado el 25 de marzo de ese año.
Durante la guerra contra Guatemala de 1863, Hernández fue uno de los comandantes de las fuerzas del presidente Gerardo Barrios en la batalla de Coatepeque, librada en febrero de ese año y en la que las fuerzas salvadoreñas lograron vencer a las del presidente vitalicio de Guatemala el General Rafael Carrera; siendo su heroísmo reconocido por el General Santiago González (segundo jefe del ejército). Más adelante, en junio de ese año, luego de que el General González con varias de las tropas estacionadas en Santa Ana desconociesen el gobierno de Barrios, el presidente ordenó su arresto; por lo que el 29 de junio huyó a Guatemala para apoyar al ejército invasor de Carrera, aceptando a Francisco Dueñas como presidente del país.
Retirado de los campos políticos y militares, falleció en Suchitoto el 21 de octubre de 1864, y fue enterrado en la iglesia parroquial de esa población.